# Asplundia cupulifera
Asplundia cupulifera är en enhjärtbladig växtart som beskrevs av Gunnar Wilhelm Harling. Asplundia cupulifera ingår i släktet Asplundia och familjen Cyclanthaceae. Inga underarter finns listade.